# Michael Pitt

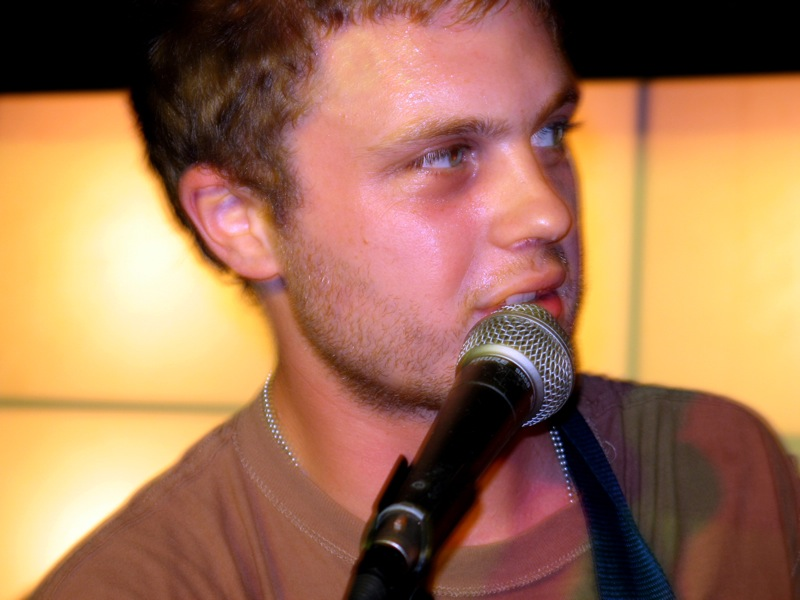
Michael Pitt bei einem Konzert in Madrid 2007

Michael Carmen Pitt (* 10. April 1981 in West Orange, New Jersey) ist ein US-amerikanischer Musiker und Schauspieler.

## Leben
Mit zehn Jahren sagte er seinen Eltern, dass er gerne Schauspieler werden möchte. Mit sechzehn Jahren zog  er von New Jersey nach New York City, wo er als Fahrrad-Kurier arbeitete und zeitweise auf der Straße lebte, bis er sich mit acht anderen Mitbewohnern ein Loft in Chinatown teilte.
Im Jahr 1999 gab Pitt sein Off-Broadway-Debüt in dem Theaterstück The Trestle at Pope Lick Creek von Naomi Wallace am New York Theatre Workshop. Die Casting-Agentin Lori Eastside entdeckte ihn und vermittelte ihm eine Rolle in der dritten Staffel der Fernsehserie Dawson’s Creek (1999–2000).  2001 spielte er in der Musical-Verfilmung Hedwig and the Angry Inch den Rockstar-Liebhaber eines Transvestiten.
Danach folgten Rollen in den Filmen Bully von Larry Clark und Mord nach Plan von Barbet Schroeder. Seinen Durchbruch erlebte Pitt 2003 mit seiner Rolle in Bernardo Bertoluccis Die Träumer, einem Film über eine Dreiecksbeziehung im Paris des Jahres 1968. 2004 spielte er eine kleinere Rolle in dem Mystery-Thriller The Village – Das Dorf von M. Night Shyamalan. In dem durch das Leben von Kurt Cobain inspirierten Film Last Days von Gus Van Sant verkörperte er 2005 einen heroinabhängigen Rockstar. Pitt spielte 2007 beim Film Funny Games U.S. des österreichischen Regisseurs Michael Haneke mit.
In den beiden ersten Staffeln der HBO-Fernsehserie Boardwalk Empire (2010–2011) spielte er die Rolle des Kriegsheimkehrers James „Jimmy“ Darmody.
Pitt hat eine eigene Band namens Pagoda, in der er als Sänger auftritt und Gitarre spielt.

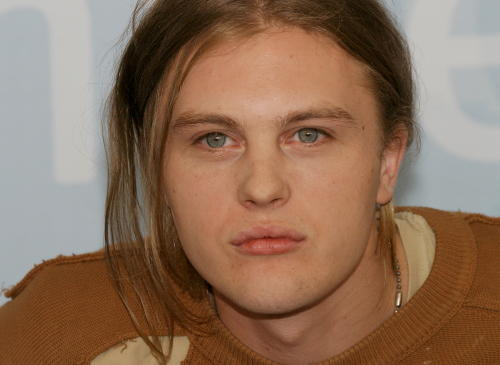
Pitt 2003

## Filmografie

### Filme
- 1998: Studio 54 (54)
- 1998: Hi-Life in Manhattan (Hi-Life)
- 1999: Even Housewives in Minnesota Have Those Daydreams (Kurzfilm)
- 2000: Forrester – Gefunden! (Finding Forrester)
- 2001: Bully – Diese Kids schockten Amerika (Bully)
- 2001: Hedwig and the Angry Inch
- 2001: The Yellow Bird (Kurzfilm)
- 2002: Mord nach Plan (Murder by Numbers)
- 2003: Die Träumer (The Dreamers)
- 2003: Rhinoceros Eyes
- 2003: Wonderland
- 2004: The Heart Is Deceitful Above All Things
- 2004: The Village – Das Dorf (The Village)
- 2004: Jailbait
- 2005: Last Days
- 2005: Perfect Partner
- 2006: Blitzlichtgewitter (Delirious)
- 2006: The Hawk Is Dying
- 2007: Funny Games U.S. (Funny Games)
- 2007: Seide (Silk)
- 2007: The Last Crew
- 2011: Hugo Cabret (Hugo)
- 2012: 7 Psychos (Seven Psychopaths)
- 2014: I Origins – Im Auge des Ursprungs (I Origins)
- 2014: Rob the Mob – Mafia ausrauben für Anfänger (Rob the Mob)
- 2014: The Smell of Us
- 2015: Criminal Activities
- 2015: Wir sind alle Astronauten (Asphalte)
- 2016: Das Jerico Projekt (Criminal)
- 2017: Ghost in the Shell
- 2019: Run with the Hunted
- 2020: The Last Days of American Crime
- 2023: Asphalt City
- 2023: Reptile
- 2023: Day of the Fight

### Serien
- 1998: Law & Order (Fernsehserie, Folge 8x17 Ein komplizierter Fall)
- 1999–2000: Dawson’s Creek (15 Folgen)
- 2002: Law & Order: Special Victims Unit (Folge 3x13 Hochbegabt)
- 2010–2011: Boardwalk Empire (24 Folgen)
- 2014: Hannibal (3 Folgen)
- 2021: Lisey’s Story (5 Folgen)